# Distretto di Mangochi
Il distretto di Mangochi (Mangochi District) è uno dei ventotto distretti del Malawi, e uno dei dodici distretti appartenenti alla Regione Meridionale. Copre un'area di 6273 km² e ha una popolazione complessiva di 610.239 persone. La capitale del distretto è Mangochi.